# Đặc công Triều Tiên

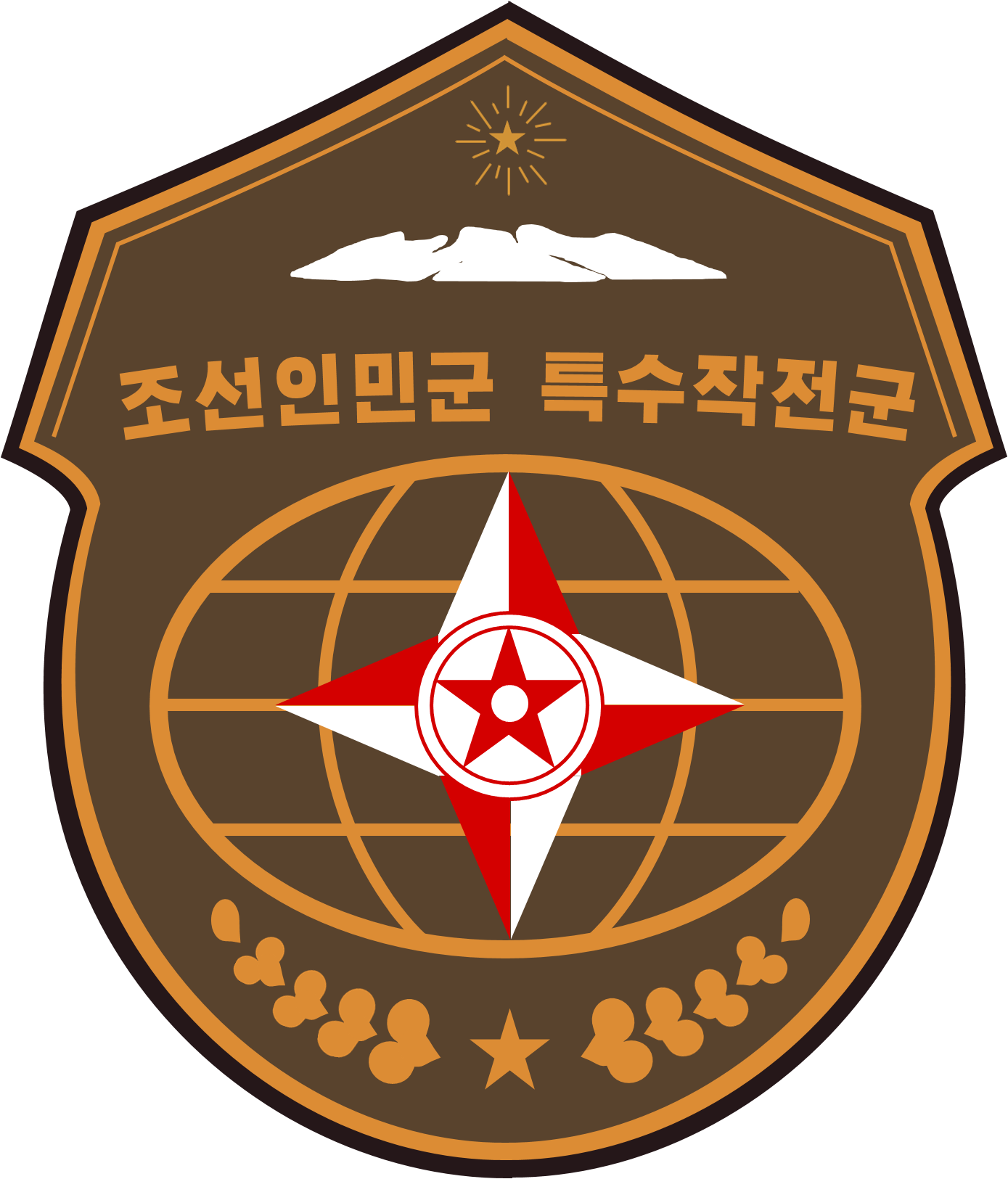
Phù hiệu của Đặc công Triều Tiên

Lực lượng tác chiến đặc biệt của Quân đội Nhân dân Triều Tiên (tiếng Triều Tiên: 조선인민군 특수작전군; Hán tự: 朝鮮人民軍 特殊作戰軍; Chosŏn-inmin'gun teugsujagjeongun, tiếng Anh: Korean People's Army Special Operations Forces, viết tắt KPASOF) còn biết đến với tên gọi Đặc công Triều Tiên hay Đặc nhiệm Bắc Triều Tiên là lực lượng đặc biệt của Quân đội Nhân dân Triều Tiên bao gồm các đơn vị quân đội chính quy tinh nhuệ được trang bị và huấn luyện đặc biệt, được tổ chức theo đội hình tiêu chuẩn, như lữ đoàn, trung đoàn, tiểu đoàn với trang bị chuyên dụng. Đặc công Bắc Hàn được huấn luyện để thực hiện các hoạt động chiến tranh tâm lý quân sự cho Bắc Triều Tiên. Các đơn vị này đang tích cực thử nghiệm khả năng phòng thủ của Hàn Quốc và đã bị phát hiện hoạt động trong hoặc xung quanh Hàn Quốc nhiều lần trong nhiều thập kỷ kể từ khi kết thúc Chiến tranh Triều Tiên. Người ta ước tính có 200.000 binh sĩ đặc công Triều Tiên.
Nhiệm vụ của Lực lượng tác chiến đặc biệt KPA là chọc thủng tuyến phòng thủ cố định của Hàn Quốc, tạo ra "mặt trận thứ hai" ở hậu phương kẻ thù và tiến hành chiến trường, trinh sát chiến lược, đột kích và phá hoại. Bắc Triều Tiên được cho là có khả năng tổ chức lực lượng đặc công lớn nhất trên thế giới, với 200 nghìn người. Lực lượng biệt kích của Bình Nhưỡng được huấn luyện để hoạt động trên khắp Bán đảo Triều Tiên và có thể xa hơn nữa, nhằm tạo ra một mối đe dọa phi đối xứng đối với kẻ thù. Các lực lượng đặc công thường hoạt động sau chiến tuyến của kẻ thù, và Triều Tiên sử dụng một số phương tiện, mặc dù thường lỗi thời. Do nhận những nhiệm vụ đặc biệt, các đơn vị biệt kích của Triều Tiên luôn được ưu tiên trang bị và đào tạo tốt nhất. Tuy trang bị vẫn còn thô sơ so với các đơn vị đặc nhiệm của các nước khác, thua kém về công nghệ hoặc hậu cần so với Mỹ và Hàn Quốc như lực lượng đặc công Triều Tiên là những chiến binh tận tụy, trung thành và đáng gờm.

## Tổ chức

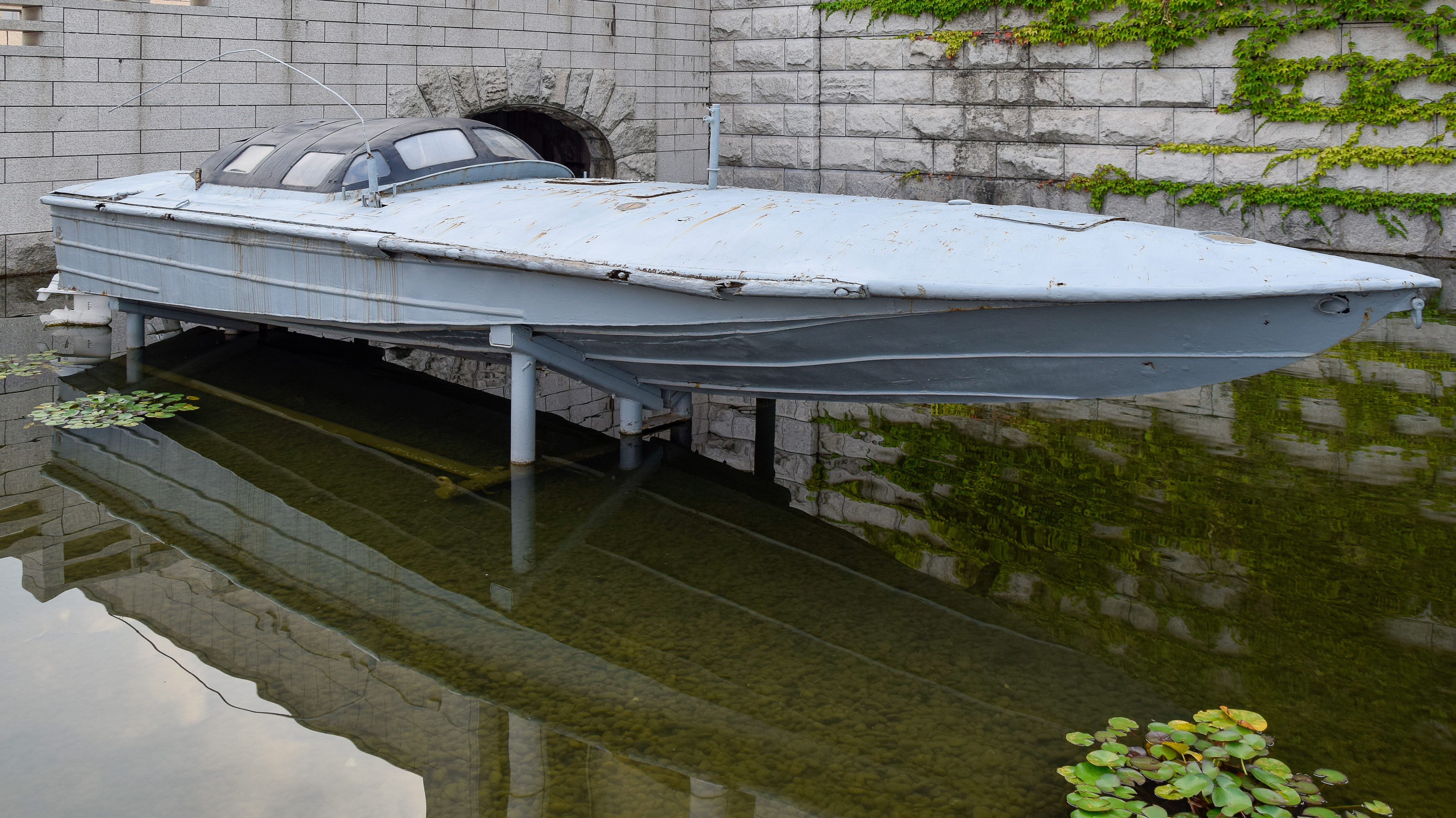
Trưng bày xuồng cao tốc của Bắc Hàn

Với việc phải chuẩn bị tác chiến với một đối thủ mạnh hơn rất nhiều về trang bị là quân đội Mỹ, Bắc Triều Tiên đặc biệt quan tâm phát triển lực lượng đặc nhiệm, nhằm sử dụng ưu thế huấn luyện và kỹ năng tác chiến để bù đắp cho sự yếu thế hơn về trang bị. Cục Huấn luyện Bộ binh hạng nhẹ Triều Tiên đóng vai trò tương tự Bộ Tư lệnh đặc biệt Mỹ (SOCOM), là cơ quan chịu trách nhiệm phối hợp các đơn vị đặc nhiệm của nước này. Năm 2015, lực lượng đặc công Triều Tiên có hơn 25 lữ đoàn, với hơn 18 vạn binh sĩ, chủ yếu bố trí ở gần khu vực phi quân sự. Vào ngày 15 tháng 4 năm 2017, một đơn vị mới của lực lượng đặc biệt KPA mặc trang bị chiến đấu hiện đại, bao gồm kính nhìn đêm và tàu mang đĩa, đã diễu hành cùng với các đơn vị của Quân đội Nhân dân Triều Tiên trong cuộc duyệt binh nhân kỷ niệm 105 năm ngày sinh của Quân đội Nhân dân Triều Tiên và người sáng lập Bắc Triều Tiên Kim Il Sung ở Bình Nhưỡng. Ngày 27 tháng 7 năm 2023, các chiến sĩ Tiểu đoàn xung kích đổ bộ số 41 diễu hành trong lễ duyệt binh.
Triều Tiên có khoảng 8 lữ đoàn bắn tỉa, gồm Lữ đoàn số 17, 60 và 61 biên chế cho lục quân, Lữ đoàn số 11, 16 và 21 của không quân và Lữ đoàn số 29 và 291 trực thuộc hải quân. Mỗi đơn vị có quân số 3.500 người, được tổ chức thành 7-10 tiểu đoàn bắn tỉa, có vai trò tương tự đặc nhiệm Ranger và SEAL của Mỹ. Khác với đặc nhiệm Mỹ, các lữ đoàn này có thể tác chiến như lực lượng đổ bộ đường không và hải quân đánh bộ thông thường. Cục Trinh sát Triều Tiên được biên chế thành 4 tiểu đoàn trinh sát độc lập. Mỗi tiểu đoàn gồm 500 quân có nhiệm vụ tiên phong dẫn đầu một quân đoàn băng qua khu DMZ nguy hiểm. Họ đều là những quân nhân am hiểu vị trí phòng thủ của hai phía tại khu phi quân sự. Một tiểu đoàn thứ 5 được cho là chuyên tổ chức các chiến dịch ở nước ngoài. Về vũ khí, lực lượng đặc biệt của Triều Tiên không sánh được so với một số nước phát triển, nhưng vũ khí tinh thần của đội quân này thì rất mạnh. Các thành viên của lực lượng đặc biệt Triều Tiên được đào tạo về chính trị rất cao và được huấn luyện những nội dung đặc biệt giúp họ trở thành những người có bản lĩnh kiên cường, có kỹ năng quân sự đặc biệt. Quân đội Triều Tiên có tỷ lệ quân tinh nhuệ vào loại cao nhất thế giới.
Bắc Triều Tiên đã đề cao tầm quan trọng của các lực lượng đặc công, Bắc Hàn duy trì 25 lữ đoàn đặc công, được xây dựng để đảm nhận các nhiệm vụ từ tấn công khu phi quân sự (DMZ) tiền tuyến đến các nhiệm vụ nhảy dù và ám sát. Mỗi lữ đoàn được tổ chức thành sáu tiểu đoàn bộ binh đổ bộ đường không với tổng sức mạnh 3.500 người. Cục Hướng dẫn Huấn luyện Bộ binh Hạng nhẹ, một bộ phận của Quân đội Nhân dân Triều Tiên, phối hợp các lực lượng đặc công của Lục quân, Lực lượng Không quân Lục quân và Hải quân Nhân dân Triều Tiên. Trong số hai trăm nghìn đặc công của Triều Tiên, khoảng 150 nghìn thuộc các đơn vị bộ binh hạng nhẹ. Cơ động bằng chân, nhiệm vụ tiền tuyến của họ là xâm nhập hoặc cắt ngang qua các phòng tuyến của đối phương để bao vây hoặc tổ chức các cuộc tấn công từ phía sau vào lực lượng đối phương. Địa hình đồi núi của Triều Tiên có lợi cho các chiến thuật như vậy, cộng thêm mạng lưới đường hầm mà nước này đã đào xuyên qua DMZ ở một số nơi. Mười một trong số các lữ đoàn đặc công của Triều Tiên là các lữ đoàn bộ binh hạng nhẹ và có các đơn vị bộ binh hạng nhẹ nhỏ hơn nằm trong các sư đoàn tác chiến riêng lẻ. Ba lữ đoàn khác là đặc công đường không. Các Lữ đoàn Dù 38, 48 và 58 tiến hành các hoạt động chiến lược bao gồm các đợt đổ bộ đường không chiếm giữ các địa hình và cơ sở hạ tầng quan trọng. Lực lượng đổ bộ đường không Triều Tiên sẽ tấn công vào các sân bay, các tòa nhà chính phủ Hàn Quốc, các tuyến đường và đường cao tốc chính.

## Hình ảnh

### Biểu diễn
Đặc công Triều Tiên cũng thường tổ chức biểu diễn, thao diễn, đối luyện với hình ảnh lính đặc công Triều Tiên cởi trần, phô diễn trình độ võ thuật và tuyệt kỹ khí công, ngạnh công, mình đồng da sắt tại triển lãm quốc phòng ở Bình Nhưỡng. Những cuộc trình diễn công phu đặc công này diễn ra trong một sự kiện triển lãm quốc phòng Triều Tiên trong bối cảnh nhà lãnh đạo Triều Tiên Kim Jong Un chỉ đạo nước này phải nâng cao năng lực quốc phòng. Những hình ảnh quay lại cho thấy mở đầu buổi biểu diễn là những màn song phi của lính đặc công Triều Tiên, thậm chí lấy đầu đập trực tiếp khiến ngói vỡ vụn. Sau đó, lính đặc công Triều Tiên đặt tay lên 3-4 viên ngói chồng lên nhau và để binh sĩ khác lấy búa tạ nện thật mạnh lên. Có 3 trường hợp tư thế gồm đặt cùi chỏ lên ngói, và búa nện vào nắm tay của người lính và truyền lực xuống làm vỡ ngói. Đặt cẳng tay lên ngói và búa nện thẳng vào cánh tay. Đặt bàn tay lên ngói và búa nện thẳng vào bàn tay mà những người lính chịu búa nện không hề hần gì, họ vận công và đứng dậy sau khi ngói đã vỡ vụn. Tiếp đó là các màn như đặt đá tảng lên bụng của lính đặc công rồi nện búa tạ vào đó, hay đặt gạch lên đầu và nện thẳng búa vào đó. Các quân nhân Triều Tiên còn phô diễn màn dùng khu vực cổ họng tì vào đầu thanh thép nhọn và uốn cong nó, hay đập vụn chai thủy tinh rồi nằm lưng trần lên các mảnh vỡ.

### Phim ảnh
Về mặt tuyên truyền hình ảnh, vào năm 1986, Bắc Triều Tiên sản xuất bộ phim hành động mang tên Mệnh lệnh số 027 (chữ Triều Tiên: 명령-027호, phiên âm: Myeongryeong-027ho, tiếng Anh: Order No. 027) do Jong Ki Mo và Nghệ sĩ ưu tú Kim Ung Sok đạo diễn. Phim lấy bối cảnh trong chiến tranh Triều Tiên, cốt truyện của bộ phim theo chân các nhân vật chính là một nhóm lính đặc nhiệm Bắc Triều Tiên được cử qua Khu phi quân sự Triều Tiên (DMZ) để hoàn thành Mệnh lệnh số 27 của cấp trên giao. Mật lệnh này yêu cầu những người lính đặc công tiền phong phải luồn sâu tấn công và làm tê liệt lực lượng biệt kích của quân địch vốn được xem là đã "thực hiện những hành vi tàn bạo". Tiếp theo, họ phải dò tìm ra vị trí chính xác để tấn công Bộ Tổng tham mưu Hoa Kỳ. Ngoài ra còn có một điệp viên mà họ cố gắng moi thông tin, tên là "Un Ha" hoặc mật danh của cô ấy là "Balaustine". Bộ phim mãn nhãn với các màn giao đấu võ công đẹp mắt, chân thực với những động tác chiến đấu mạnh mẽ của nhà võ, qua đó bộ phim này ca ngợi làm toát lên tinh thần gan dạ, mưu trí và hi sinh của các chiến sĩ đặc công Bắc Triều Tiên khi nhận nhiệm vụ luồn sâu vào hậu phương kẻ địch để thực hiện nhiệm vụ do cấp trên giao phó và đã hoàn thành xuất sắc nhiệm vụ đề ra.